# Galway Girl
Galway Girl ist ein Lied des britischen Singer-Songwriters Ed Sheeran. Der Song entstand in Zusammenarbeit mit der Irish-Folk-Band Beoga und verbindet traditionelle irische Musik mit Popmusik. Er wurde im März 2017 als dritte Singleauskopplung seines Albums ÷ (divide) veröffentlicht.

## Hintergrund
Sheeran schrieb und nahm das Lied zusammen mit der irischen Band Beoga auf. Beoga nutzte Teile des auf dem eigenen Album How to Tune a Fish erschienenen Titels Minute 5 für den Song Galway Girl. In einem Interview mit The Irish Times erklärte Sheeran, der Eröffnungssatz „She played the fiddle in an Irish band“ (Englisch für: „Sie spielte die Geige in einer irischen Band“) sei inspiriert von Niamh Dunne von Beoga.
Laut Sheeran musste er bei seinem Label für die Veröffentlichung des Songs auf dem Album kämpfen. Laut des Labels sei Folk-Musik „nicht cool“. Dennoch belegte Galway Girl den dritten Platz der Streamingliste des Albums auf Spotify. Der Song wurde am 17. März als dritte Singleauskopplung aus dem Album angekündigt und am 18. März in die Playlist des britischen BBC Radio 2 aufgenommen.
Sheeran war bekannt, dass es bereits seit dem Jahr 2000 einen gleichnamigen Titel von Steve Earle gibt, der 2008 in einer Coverversion von Sharon Shannon und Mundy ein Nummer-eins-Hit wurde und die meistverkaufte Single des Jahres in Irland war. In einem Interview mit der BBC erläuterte Sheeran, er habe verschiedene Textversionen ausprobiert, aber keine andere hätte funktioniert. Es sei ein wesentlicher Aspekt der Folk-Musik, etwas Bekanntes zu nehmen und etwas Neues daraus zu machen …. 2017 spielte er bei einem Konzert in Dublin gemeinsam mit Beoga die erste Strophe und Refrain des Steve-Earle-Titels, gefolgt von seinem eigenen Song.

## Rezeption
Amy Mulvaney bezeichnete den Titel im Irish Independent als „endgültigen Beweis, wie sehr Ed Sheeran Irland liebe“. Weiterhin schrieb sie über das Hitpotenzial des Songs, der in den nächsten Wochen die oberen Plätze der Charts erreichte. Ed Sheeran schaffe es mit dieser Single wieder, dass keines seiner Lieder dem anderen gleiche. So kann Sheeran trotz desselben Themas Liebe erreichen, dass das bei vielen verhasste Irland in die Köpfe der Zuhörer gezaubert werde.

## Musikvideo
Positiv wurde ebenfalls das Musikvideo aufgenommen. Sheeran nutzte zur Aufnahme des Videos eine vor die Brust geschnallte Kamera, mit der er eine Nacht in Galway, Irland aufzeichnete. Im Video spielt die irische Darstellerin Saoirse Ronan die Hauptrolle. Es wurde am 3. Mai 2017 auf YouTube veröffentlicht. Das Video sei, wie von Sheeran gewohnt, einfach gehalten und unterstreiche die Art des Künstlers. Das Video zeige die Nacht in Irland durch die Augen des Künstlers.

## Kommerzieller Erfolg

### Chartplatzierungen
Galway Girl avancierte unter anderem zum Nummer-eins-Hit in Irland. Im Vereinigten Königreich erreichte die Single Rang zwei, hinter Sheerans Vorgänger Shape of You.
| ChartsChartplatzierungen       | Höchstplatzierung | Wochen |
| ------------------------------ | ----------------- | ------ |
| Deutschland (GfK)              | 5 (48 Wo.)        | 48     |
| Österreich (Ö3)                | 6 (40 Wo.)        | 40     |
| Schweiz (IFPI)                 | 7 (54 Wo.)        | 54     |
| Vereinigte Staaten (Billboard) | 53 (5 Wo.)        | 5      |
| Vereinigtes Königreich (OCC)   | 2 (31 Wo.)        | 31     |

| ChartsJahrescharts (2017)    | Platzierung |
| ---------------------------- | ----------- |
| Deutschland (GfK)            | 10          |
| Österreich (Ö3)              | 9           |
| Schweiz (IFPI)               | 12          |
| Vereinigtes Königreich (OCC) | 5           |

| ChartsJahrescharts (2010–2019) | Platzierung |
| ------------------------------ | ----------- |
| Österreich (Ö3)                | 93          |
| Vereinigtes Königreich (OCC)   | 53          |

### Auszeichnungen für Musikverkäufe
Galway Girl wurde weltweit 51 Mal mit Platin und zwei Mal mit Diamant ausgezeichnet. Damit wurde die Single laut Schallplattenauszeichnungen über 8,7 Millionen Mal verkauft, davon alleine über drei Millionen Mal im Vereinigten Königreich.
| Land/Region                  | Auszeichnungen für Musikverkäufe (Land/Region, Auszeichnung, Verkäufe) | Verkäufe  |
| ---------------------------- | ---------------------------------------------------------------------- | --------- |
| Australien (ARIA)            | 8× Platin                                                              | 560.000   |
| Belgien (BRMA)               | 2× Platin                                                              | 60.000    |
| Dänemark (IFPI)              | 4× Platin                                                              | 360.000   |
| Deutschland (BVMI)           | Diamant                                                                | 1.000.000 |
| Frankreich (SNEP)            | Platin                                                                 | 133.333   |
| Italien (FIMI)               | 4× Platin                                                              | 200.000   |
| Kanada (MC)                  | 8× Platin                                                              | 640.000   |
| Neuseeland (RMNZ)            | 6× Platin                                                              | 180.000   |
| Österreich (IFPI)            | 3× Platin                                                              | 90.000    |
| Polen (ZPAV)                 | Diamant                                                                | 250.000   |
| Portugal (AFP)               | 2× Platin                                                              | 20.000    |
| Schweden (IFPI)              | 3× Platin                                                              | 120.000   |
| Schweiz (IFPI)               | 2× Platin                                                              | 40.000    |
| Spanien (Promusicae)         | 2× Platin                                                              | 120.000   |
| Vereinigte Staaten (RIAA)    | 2× Platin                                                              | 2.000.000 |
| Vereinigtes Königreich (BPI) | 5× Platin                                                              | 3.000.000 |
| Insgesamt                    | 52× Platin · 2× Diamant ·                                              | 8.773.333 |

Hauptartikel: Ed Sheeran/Auszeichnungen für Musikverkäufe